# Пінковський Володимир Іванович
Володи́мир Іва́нович Пінко́вський (нар. 9 листопада 1945, Ужгород, Закарпатська область, СРСР — пом. 9 лютого 2014, Ужгород, Закарпатська область, Україна) — колишній радянський і український футболіст та юнацький футбольний тренер. Грав на позиції півзахисника. Чемпіон України, срібний і бронзовий призер першості республіки та чвертьфіналіст кубка УРСР з футболу. Кандидат у майстри спорту. Декілька разів входив до складу юнацьких збірних команд СРСР і УРСР та увійшов до символічної збірної Закарпаття усіх часів. Закінчив львівський інститут фізкультури.

## Клубна кар'єра
Із шестирічного віку почав грати у футбол, а з семи — вже займався спортом в Ужгородській ДЮСШ. Починаючи з 1957 року його тренером став відомий футбольний фахівець Василь Федак. Разом зі своїми ровесниками грав за збірну обласного центру, а відтак і області. Чотиринадцятирічним юнаком пробує свої сили в дитячій дружині ужгородського «Спартака», а згодом його зараховують до основного складу команди майстрів, назва якої тоді вже була «Верховина». 1961 рік — гравець другої юнацької збірної команди СРСР. Через три сезони він на короткий час переходить до хмельницького «Динамо», після чого його призивають на дійсну військову службу, яку відбуває у львівському «СКА». У складі цієї команди він у 1965 році став чемпіоном, а у 1967 році бронзовим призером першості республіки з футболу. Певний період був капітаном армійського колективу. У 1965 році його запросили до юнацької збірної України, яка тоді брала участь у престижних турнірах «Юність» та «Надія». Через рік він перейшов до футбольного колективу львівського вищого військово-політичного училища — «ВВПУ РА» (Львів), у складі якого завоював один із найпрестижніших призів того часу — «Кубок мільйонів», а у 1967 — 1969 роках знову виступав у складі львівського «СКА». У 1970 році повернувся в рідну команду — ужгородську «Верховину», яку у 1971 році перейменували на «Говерлу» і кольори якої захищав ще шість сезонів. У її складі виборов срібну медаль першості України (1972), здобув четверте (1973) і п'яте (1974) місце у своїй зоні чемпіонату СРСР серед команд другої ліги та дійшов до чвертьфіналу кубка УРСР з футболу (1974).

## Кар'єра тренера
У 1972 році він закінчив Львівський інститут фізкультури, після чого протягом майже чотирьох десятків літ працював тренером і головним тренером Ужгородської СДЮШОР, де навчав азів футбольного мистецтва юних мешканців м. Ужгород. Кілька разів входив до символічного списку найкращих дитячих тренерів Закарпаття.

## Досягнення
Командні трофеї
- Чемпіон України (1): 1965
- Срібний призер першості України (1): 1972
- Бронзовий призер першості України (1): 1967
- Чвертьфіналіст кубка УРСР з футболу (1): 1974

Індивідуальні досягнення
- Кандидат у майстри спорту (1965)
- Приз Центральної ради союзу спортивних товариств і організацій СРСР «Кубок мільйонів» (1966)
- Нагороджений почесною грамотою обласної ради[10] (2011)